# Something New (Girls Aloud)
Something New è un brano musicale del gruppo pop britannico Girls Aloud, pubblicato come singolo il 16 novembre 2012 dall'etichetta discografica Polydor.

## Il brano
Il brano è stato scritto da Wayne Hector, Brian Higgins, Tim Deal, Matt Gray, Carla Marie Williams, Tove Lo, Florrie Arnold e da una delle componenti del gruppo, Nicola Roberts, ed è stato prodotto dal gruppo di produttori storico delle Girls Aloud, Xenomania. Registrato nel maggio 2012, si tratta di uno degli inediti inseriti all'interno della seconda raccolta del gruppo, Ten.

## Il singolo
Il 16 novembre 2012 il brano è stato pubblicato come singolo, primo estratto dalla seconda raccolta del gruppo intitolata Ten e uscita pochi giorni dopo. Si trattava di un ritorno discografico per le Girls Aloud, che con questo lavoro sono tornate attive discograficamente dopo quasi quattro anni di pausa. La spinta per pubblicare nuovo materiale è stata la celebrazione dei dieci anni di carriera, avviata nel 2002.
Il singolo è stato abbinato alla campagna di beneficenza Children in Need che si svolge nel Regno Unito ogni anno nei periodo natalizio e viene ogni anno supportata da un singolo discografico e con la quale le Girls Aloud avevano già collaborato in precedenza con un altro singolo, I'll Stand by You, nel 2004. Nella classifica britannica debuttò al secondo posto con settantamila copie vendute nella prima settimana, uscendo tuttavia dalle prime dieci posizioni già dalla seconda settimana di permanenza e fermandosi alla posizione numero quattordici. Anche in Irlanda la vita commerciale del brano ebbe un simile percorso, debuttando al quarto posto per poi scendere al diciassettesimo posto.
Debuttò al secondo posto anche in Scozia, ma perse diverse posizioni anche qui nei successivi sette giorni, finendo al tredicesimo posto.
È stato certificato disco d'argento dalla British Phonographic Industry nel 2018, sei anni dopo la pubblicazione.

## Tracce
Maxi Single
1. Something New – 3:19
2. Something New (Jim Eliot remix) – 3:27
3. Something New (The Alias Radio Edit) – 3:17
4. Something New (Fred Falke remix) – 7:01

7" Vynil
1. Something New – 3:19
2. Something New (Seamus Haji Radio Mix) – 3:54

Remixes EP
Promo - Digital (Polydor 00602537212224 (UMG) / EAN 0602537212224)
1. Something New – 3:20
2. Something New (Jim Eliot remix) – 3:27
3. Something New (The Alias Radio Edit) – 3:17
4. Something New (Manhattan Clique remix) – 5:35

## Classifiche
| Classifica (2012) | Posizione raggiunta |
| ----------------- | ------------------- |
| Regno Unito       | 2                   |
| Scozia            | 2                   |
| Irlanda           | 4                   |